# Highlights from The Main Event
A Highlights from The Main Event három ausztrál énekes, John Farnham rockénekes, Olivia Newton-John és a tenor opera és musicalénekes, Anthony Warlow The Maint Event című koncertjének CD változata.

## AThe Main Eventkoncertek
1998 végén The Main Event címmel több előadásból álló nagy sikerű koncertkörutat tartottak Ausztráliában John Farnham, Anthony Warlow és Olivia Newton-John közreműködésével. A koncertsorozat a Három Tenor mintájára jött létre, de három férfi operaénekessel szemben itt mindhárom előadó más zenei műfajt képviselt. A rockot John Farnham, az ausztrál rockzene egyik legnagyobb egyénisége, az operát és musicalt Anthony Warlow tenor operaénekes, a countryt, folkot és a női nemet Olivia Newton-John, Ausztrália egyik legnépszerűbb énekesnője képviselte a trióban. A koncerteken az énekeseket  negyven tagú szimfonikus zenekar és John Farnham rockegyüttese kísérte. A minden különösebb látványelemet és külsőségeket mellőző koncerteken a három énekes saját és egymás számait, ismert világslágereket, musicalrészleteket énekelték külön-külön és együtt is. A Melbournei Melbourne Parkban tartott közel három órás előadásról videófelvétel is készült, mely VHS és DVD kiadásban jelent meg. A koncertekről Highlights from The Main Event címmel rövidített és sorrendjében átszerkesztett CD lemez is készült.  Az album első helyezett és négyszeres platinalemez lett, megkapta a legrangosabb ausztrál zenei elismerést az ARIA díjat.

### A The Main Event koncertek műsora
- Nyitány

MINDHÁRMAN:
- Age Of Reason
- Phantom Of The Opera
- A Little More Love
- Age Of Reason

ANTHONY WARLOW: 
- Prologue
- Music Of The Night
- What Kind Of Fool Am I/World On A String/I've Got You Under My Skin
- This Is The Moment

OLIVIA: 
- Magic
- If You Love Me Let Me Know
- Precious Love
- Hopelessly Devoted To You

JOHN FARNHAM:
- That's Freedom
- And I Love Her
- Burn For You
- Everytime You Cry
- Have A Little Faith

OLIVIA: 
- Don't Cry For Me Argentina

OLIVIA & JOHN: 
- Please Don't Ask Me
- You're The One That I Want
- Two Strong Hearts

OLIVIA & ANTHONY: 
- Not Gonna Give In To It
- The Long And Winding Road
- Country Roads
- I Honestly Love You
- Love Is A Gift

JOHN & ANTHONY: 
- Help
- That's Life/Bad Habits
- Granada

FINÁLÉ - (MINDHÁRMAN): 
- You've Lost That Loving Feeling
- Summer Nights
- If Not For You
- Let Me Be There
- Touch Of Paradise
- Raindrops Keep Falling On My Head
- Banks of the Ohio
- Jolene
- Hearts On Fire
- Don't You Know It's Magic

RÁADÁS: 
- You’re The Voice
- színpad mögötti (backstage) képsorok

### A The Main Event koncertek időpontjai 1998-ban
- Október 28, Melbourne, Melbourne Park
- November 6, 7, Derwent Entertainment Centre, Hobart, Tasmania
- November 12, Newcastle Entertainment Centre
- November 16, 17, Sydney Entertainment Centre
- November 25, Brisbane Entertainment Centre
- December 2, 3, Adelaide Entertainment Centre
- December 11, Burswood Dome, Perth
- December 17, Sydney Entertainment Centre
- December 19, Brisbane Entertainment Centre

## AHighlights from The Main EventCD dalai
A CD kiadás hanganyaga nem azonos a DVD kiadáson hallhatóval, a koncertkörút más helyszínén került rögzítésre. Az első kiadás piros-kék árnyalatú borítóval, a második kiadás borítója ugyanazzal a képpel, de tisztán piros árnyalatban készült. A második kiadás szintén a koncerten rögzített további három dalt tartalmaz.
J: John Farnham, O: Olivia Newton-John, A: Anthony Warlow
- Overture
- Age Of Reason [JOA]
- Phantom of The Opera [AOJ]
- A Little More Love [OJA]
- This is The Moment [ Anthony]
- Hopelessly Devoted to You [Olivia]
- Everytime You Cry [ John]
- Please Don't Ask Me [O.J]
- You're the One That I Want [ O, J]
- The Long And Winding Road [ A, O]
- Take Me Home Country Roads [A, O]
- I Honestly Love You [ O, A]
- Love Is A Gift [O, A]
- That's Life/Bad Habits [A, J]
- Granada [A, J]
- You've Lost That Loving Feeling [ A, O, J]
- Summer Nights [ A.O, J]
- If Not For You [AO, J,]
- Let Me BE There [A, O, J]
- Raindrops Keep Falling On My Head [ O, J, A]
- Jolene [ O, J, A]
- Hearts On Fire [O, J, A]
- Don't You Know it's Magic [ O, J, A]
- You're The Voice [ J, O, A]

Az album 2001-es újrakiadásának bonus dalai
- Two Strong Hearts [O, J]
- Not Gonna Give Into It [O, A]
- Help [J, A]

## Kiadások
- DVD: Roadshow Entertainment 101989-9, 2001. július, 4-es régiókód (Dolby Digital és DTS hangsávval)
- VHS: Roadshow Entertainment 101989, 1999. április
- CD:  (1. kiadás, 1998, piros-kék borító)
- CD: BMG 74321864872 (2. kiadás, 2001, piros borító)

## Helyezések
Az album Ausztráliában első helyezett, négyszeres platinalemez lett, megkapta az ARIA-díjat.